# 探偵Xからの挑戦状!
『探偵Xからの挑戦状!』（たんていエックスからのちょうせんじょう!）は、NHK総合テレビジョンで放送されているケータイ小説とテレビ番組がコラボレーションしたミステリードラマ。2009年4月からSeason1が放送、2009年10月からSeason2が放送。2011年3月からSeason3が放送予定だったが、東日本大震災が発生したため延期、4月からとなった。2011年8月にスペシャル版が放送された。
Season1、Season2は、全8回。Season3は、全3回。

## 概要
- ナビゲーター
  - 探偵X：竹中直人
  - 谷村美月（Season1、Season2）
  - 江戸川蘭子：長澤まさみ（Season3、スペシャル版）

- ナレーター
  - 滑川和男アナウンサー（Season1、Season2）
  - 小林清志（Season3、スペシャル版）
  - 稲塚貴一アナウンサー（Season3）*視聴者解答編のみ

- 放送日時
  - Season1・Season2：総合テレビ『EYES』枠 木曜 0:10 - 0:39（水曜深夜）
  - Season3：総合テレビ　木曜　22:00 - 22:50
  - スペシャル版：総合テレビ　金曜　22:00 - 23:23

## 仕組み
番組携帯サイトから「ミステリーメール」というメールマガジンに登録すると毎日メールが送られメール内のアドレスをクリックすると6日間毎日更新される連載小説の「問題編」を読むことが出来る（登録しなくても番組携帯サイトにアクセスすれば読むことが出来る）。
連載6日目には「犯人当て」の投票ができる。「犯人当て」の投稿フォームには下記の5項目が用意され、全てを選択・記入して送信する。
1. 登場人物の名前が列挙されており、そのうちの誰が犯人かを指摘するチェック欄
2. 指摘した人物が犯人である根拠を入力するテキスト欄
3. 投稿者のニックネーム
4. 投稿者の年齢（10歳刻み）
5. 投稿者の居住する都道府県

7日目にミステリードラマが放送され、謎が解き明かされる。また、推理投票の結果も発表される。放送後に「解決編」の小説と次の小説が更新される。
Season2では、「問題編」と「解答編」の2構成で放送される。

## Season1

### ミステリー小説（全8話）
| 回 | 作品             | 著者     | 「問題編」連載期間      | 「解決編」放送日 | 完全正解者   |
| -- | ---------------- | -------- | ----------------------- | ---------------- | ------------ |
| 1  | DMがいっぱい     | 辻真先   | 2009年3月25日 - 3月31日 | 4月1日深夜       | 722人/1794人 |
| 2  | 赤目荘の惨劇     | 白峰良介 | 2009年4月1日 - 4月7日   | 4月8日深夜       | 29人/3039人  |
| 3  | 猫が消えた       | 黒崎緑   | 2009年4月8日 - 4月14日  | 4月15日深夜      | 44人/3196人  |
| 4  | サンタとサタン   | 霞流一   | 2009年4月15日 - 4月21日 | 4月22日深夜      | 8人/1758人   |
| 5  | 森江春策の災難   | 芦辺拓   | 2009年4月22日 - 4月28日 | 4月29日深夜      | 103人/1678人 |
| 6  | セブ島の青い海   | 井上夢人 | 2009年4月29日 - 5月5日  | 5月6日深夜       | 232人/3434人 |
| 7  | 石田黙のある部屋 | 折原一   | 2009年5月6日 - 5月12日  | 5月13日深夜      | 50人/1836人  |
| 8  | 靴の中の死体     | 山口雅也 | 2009年5月13日 - 5月19日 | 5月20日深夜      | 未発表       |

### 出演者
- 第1回：長谷川朝晴、神保悟志、平岩紙、波多江清、松永京子、佐々木誠、小沢日出晴、長田奈緒、竹内和彦、大島明美
- 第2回：田中哲司、山崎樹範、若林哲行、三浦誠己、汐見ゆかり、安澤千草、眼鏡太郎、原金太郎
- 第3回：京野ことみ、藤本静、坂本爽、池谷のぶえ、星野晶子、松元夢子、大山鎬則
- 第4回：佐藤二朗、村杉蝉之介、坂本真、日比大介、山本剛史、朝倉えりか、肘井美佳
- 第5回：新井浩文、山本浩司、奥田恵梨華、浜丘麻矢、テイ龍進、吉川裕朋
- 第6回：田中圭、野波麻帆、曽根悠多、三村恭代、河野洋一郎、三上剛史、春日亀千尋、藤井志野
- 第7回：山西惇、飯田基祐、三浦理恵子、伊達暁、野間口徹、東山明美、大林丈史
- 第8回：松本考平、今野宏美、北川米彦（声の出演）

### その他
- 第1シリーズ第8回目の『靴の中の死体』は、初のアニメ作品。本来は、第7回目に放送される予定だったが、第8回目に変更された。

## Season2

### ミステリー小説（全4話）
| 回 | 作品                 | 著者       | 小説連載期間     | 問題編 放送日 | 解決編 放送日 | 完全正解者   |
| -- | -------------------- | ---------- | ---------------- | ------------- | ------------- | ------------ |
| 1  | 嵐の柩島で誰が死ぬ   | 辻真先     | 2009年10月1日 -  | 10月7日深夜   | 10月14日深夜  | 4人/4498人   |
| 2  | メゾン・カサブランカ | 近藤史恵   | 2009年10月15日 - | 10月21日深夜  | 10月28日深夜  | 38人/6240人  |
| 3  | 殺人トーナメント     | 井上夢人   | 2009年10月29日 - | 11月4日深夜   | 11月11日深夜  | 509人/4359人 |
| 4  | 記憶のアリバイ       | 我孫子武丸 | 2009年11月12日 - | 11月18日深夜  | 11月25日深夜  | 507人/2450人 |

### 出演者
- 第1回：佐藤仁美、中原丈雄、細田よしひこ、小沢日出晴、草刈麻有、西崎莉麻（解決編のみ）、大久保佳代子（問題編のみ）
- 第2回：浅利陽介、日野陽仁、清水優、大政絢[1]、菊池均也、住吉怜奈、豊田裕也、成島有騎、春日亀千尋、藤木翔、石井高次、田中宏明、鳥居峰明
- 第3回：黒田福美、やべきょうすけ、高野浩幸、木村優介、桜野裕己、加藤邦顕、安藤サクラ、田中美唯、丸山愛美、菊池雄人
- 第4回：小木茂光、竹財輝之助、木下政治、廣川三憲、吉増裕士、三浦俊輔、黒田耕平、山下鰈

## Season3

### ミステリー小説（全3話）
当初、2011年3月に放送する予定となっていたが、東北地方太平洋沖地震（東日本大震災）の影響により放送が延期された。そのため懸賞募集も実施されていないが、4月21日から放送が開始された。また、「Season3放送目前 犯人は誰だ?!腕だめしスペシャル」として4月14日にシーズン1に放映された辻真先の「DMがいっぱい」と井上夢人の「セブ島の青い海」を放映した。今回からスマートフォン対応携帯電話での投稿も可能に。
| 回 | 作品              | 著者     | 「問題編」連載期間      | 「解決編」放送日                                         | 完全正解者                                |
| -- | ----------------- | -------- | ----------------------- | -------------------------------------------------------- | ----------------------------------------- |
| 1  | 殺人は難しい      | 貫井徳郎 | 2011年4月14日 - 4月19日 | 4月21日（地震のため中断） 4月27日（24:15 - 25:03再放送） | 830人／9258人                             |
| 2  | ビスケット        | 北村薫   | 2011年4月21日 - 4月26日 | 4月28日                                                  | 1626人／6619人                            |
| 3  | 怪盗Xからの挑戦状 | 米澤穂信 | 2011年4月28日 - 5月3日  | 5月5日                                                   | 6人／1081人（上級者コースでの完全正解者） |

### 出演者
- 第1回：内田亜希子、永岡佑
- 第2回：山口祐一郎、水野美紀、松澤一之、山本剛史
- 第3回：竹中直人、長澤まさみ、塚本高史

## スペシャル版

### ミステリー小説
| 作品           | 著者     | 「問題編」連載期間     | 「解決編」放送日 | 完全正解者   |
| -------------- | -------- | ---------------------- | ---------------- | ------------ |
| ゴーグル男の怪 | 島田荘司 | 2011年7月25日 - 8月3日 | 8月5日           | 30人／3860人 |

### 出演者
- 田中圭、村上淳、新井浩文、モロ師岡、正名僕蔵、波瑠、忍成修吾、渡辺真起子、ペ・ジョンミョン、小沢日出晴、只野あっ子、山崎直樹、永井秀樹、松林慎司

## 出版物

### DVD
- 「NHK DVD 探偵Xからの挑戦状! Vol.1」（NHKエンタープライズ）
  - 発売日：2009年10月23日
  - 商品番号：NSDS-13817
  - 収録内容：ミステリードラマ第1回から第4回
- 「NHK DVD 探偵Xからの挑戦状! Vol.2」（NHKエンタープライズ）
  - 発売日：2009年10月23日
  - 商品番号：NSDS-13818
  - 収録内容：ミステリードラマ第5回から第8回
- 「NHK DVD 探偵Xからの挑戦状! DVD-BOX」（NHKエンタープライズ）
  - 発売日：2009年10月23日
  - 商品番号：NSDX-13819
  - 収録内容：ミステリードラマ全8回

### 書籍
- 「探偵Xからの挑戦状!」（小学館文庫）
  - 発売日：2009年10月6日
  - 収録内容：ミステリー小説全8話
- 「探偵Xからの挑戦状! season2」（小学館文庫）
  - 発売日：2011年2月4日
  - 収録内容：ミステリー小説全4話
- 「探偵Xからの挑戦状!3」（小学館文庫）
  - 発売日：2012年5月8日
  - 収録内容：ミステリー小説全4話（season3の全3話＋2011年夏のスペシャル1話）